# Kristall
För andra betydelser, se Kristall (olika betydelser).

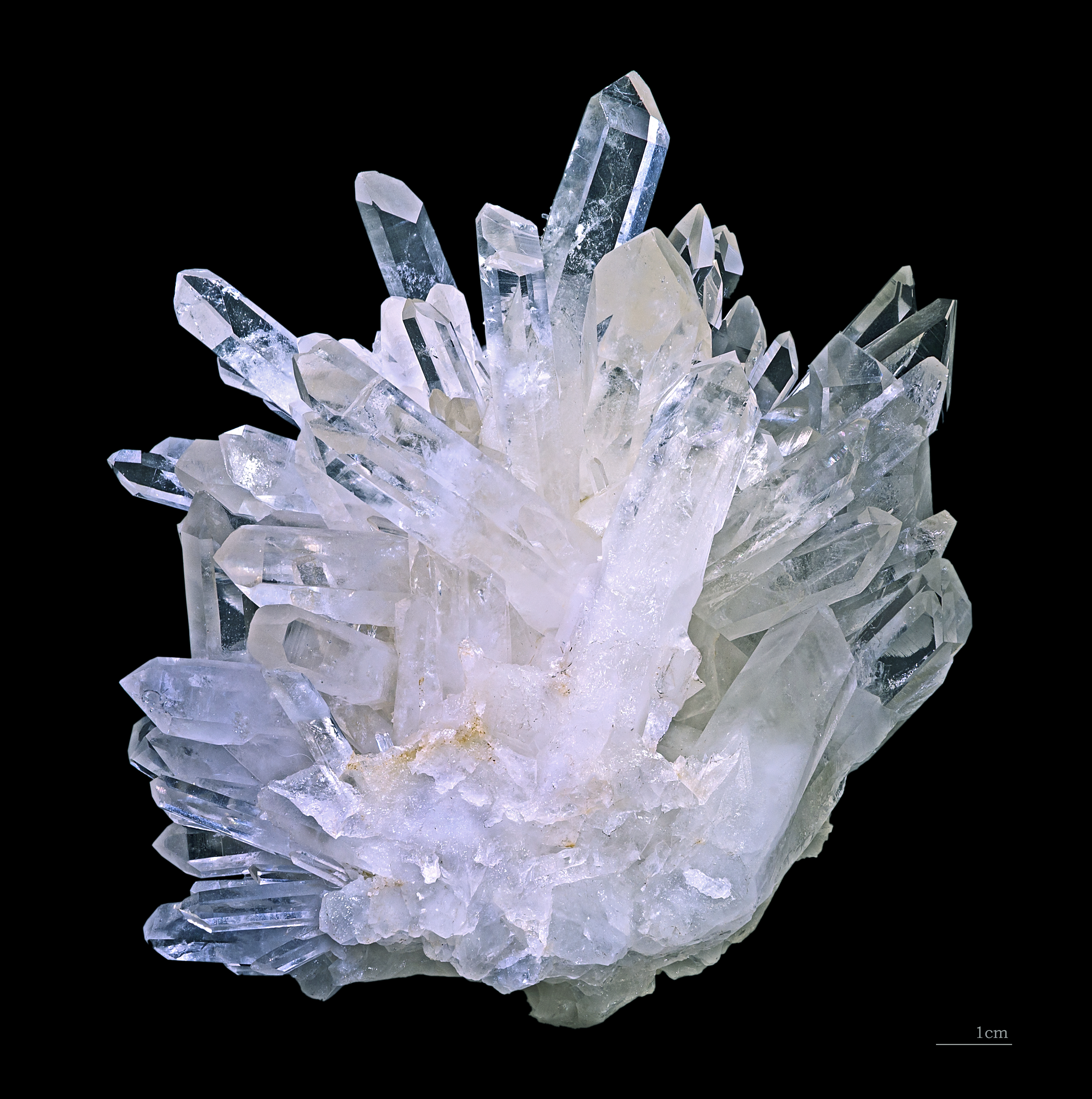
Kvartskluster

Kristall är en fas hos vissa ämnen där atomerna, molekyler eller joner bildar en regelbunden struktur som upprepar sig i alla tre dimensioner. Ordet kristall härstammar från grekiskans kry'stallos som betyder både is och bergkristall.
Kristallina material behöver inte ha en sammanhängande struktur genom hela materialet, det är i många material vanligt att den ordnade kristallina strukturen är samlad i många små områden som kallas korn. Varje korn är en kristall med ordnad struktur, hela materialet består av många sådana korn och materialet kan då betecknas som polykristallint (mång-kristallint). Ofta menar man med "kristall" ett prov bestående av en enda region. 
Kristaller kan bildas i ett flertal geometriska mönster, kristallstrukturer. Ju mera tätpackade dessa är, desto högre densitet har materialet.
Kristallinitet förekommer hos de flesta typer av material, oavsett typen av kemisk bindning. Rena metaller är så gott som alltid ordnade i kristallmönster. Andra exempel är snöflingor, salt och diamanter. Trä och plast är vanligtvis delvis kristallina och delvis amorfa. Glas är ett amorft material, även om glas kan se ut som kristaller. Inte ens kristallglas är kristallint. 
Motsatsen – amorfa faser – är faser helt utan ordning. Dessutom finns kvasikristallfaser, där ämnena är ordnade, men på ett sätt som inte upprepar sig.

## Kristallisering
Kristallisering är ett komplext och välstuderat område, eftersom samma vätska under olika förhållanden kan stelnar och anta många olika former. Den kan bilda en monokristall, möjligen med olika faser, stekiometri, föroreningar, defekter och habitus. Eller så kan den bilda en polykristall med varierande storlek, placering, orientering och fas hos kornen. Den slutgiltiga formen av det fasta ämnet bestäms av de förhållanden som vätskans stelning sker under, såsom dess kemiska sammansättning, omgivningstryck, temperatur och förändringshastighet för dessa parametrar.
Stora monokristaller kan bildas genom geologiska processer. Till exempel har kristaller av selenit större än 10 m hittats i Kristallgrottan i Naica, Mexiko. Mer detaljerad information om geologisk kristallbildning finns ovan.
Kristaller kan också bildas genom biologiska processer, se ovan. Å andra sidan har vissa organismer speciella mekanismer som förhindrar kristallisering, till exempel antifrostproteiner.

## Användning inom esoterik
Kristaller är naturligt förekommande mineraler med särskilda egenskaper. Varje enskild kristall har sin egen uppsättning egenskaper och kan användas för olika andliga ändamål. Vissa kristaller används till exempel i terapeutiska syften. Några förbättrar intuition, andra används för skydd. Tolkningen av detta begrepp varierar beroende på den specifika kristallen.

## Defekter, föroreningar och tvillingbildning
I en idealisk kristall är varje atom placerad i en perfekt, exakt upprepad ordning. Men i verkligheten har de flesta kristallina material många kristallografiska defekter: platser där kristallstrukturen bryts. Typen och strukturen av dessa defekter kan ha betydande påverkan på materialets egenskaper.
Exempel på kristallografiska defekter är vakanser (tomt utrymme där en atom borde finnas), interstitiella defekter (en extra atom som klämmer sig in på en plats där den inte hör hemma) och dislokationer. Dislokationer är särskilt viktiga inom materialvetenskap eftersom de hjälper till att bestämma materialens mekaniska hållfasthet.